# 奄美中央病院
奄美中央病院（あまみちゅうおうびょういん）は、奄美医療生活協同組合が鹿児島県奄美市名瀬に設置する病院。
救急告示病院である。全日本民主医療機関連合会（民医連）に加盟している。

## 沿革
(この節の出典)
- 1954年：奄美診療所開設（現奄美中央病院の前身）
- 1960年：奄美大島診療所医師２名体制
- 1967年：鹿児島県民医連結成
- 1971年：奄美大島診療所病院化計画策定
- 1975年：奄美大島診療所旧名瀬市長浜町に新築移転
- 1977年：奄美大島診療所医師３名体制で病院化（33床）、名称を「奄美中央病院」に変更
- 1982年：奄美中央病院100床規模へ増築工事
- 1990年：奄美医療生活協同組合発足（財団法人奄美健康会議・南大島保健生活協同組合・徳之島医療生活協同組合　 の三法人合併）
- 2003年：血液透析開設（5床）
- 2006年：外来電子カルテ稼働開始、病棟電子カルテ稼働開始、血液透析を5床追加し10床になる、高速ＣＴ導入
- 2007年：新築移転計画案成案（事務局から答申）
- 2010年：臨時総代会で奄美中央病院新築移転計画案確認
- 2011年：現在地に新築移転、マンモグラフィー導入、血液透析を4床追加し14床になる
- 2012年：病床区分を110床で届け出、64列MDCT導入
- 2014年：血液透析を2床追加し19床になる
- 2016年：奄美大島初となる『骨密度測定装置 Horizon』を導入
- 2024年：奄美大島初となる『portable echo Lumify』を導入

## 診療科
- 内科[4]
- 呼吸器科[4]
- 消化器科[4]
- 循環器科[4]
- 小児科[4]
- リハビリテーション科[4]
- 放射線科[4]

## 医療機関の指定
- 保険医療機関[4]
- 労災保険指定医療機関[4]
- 身体障害者福祉法指定医の配置されている医療機関[4]
- 生活保護法指定医療機関[4]
- 原子爆弾被害者一般疾病医療取扱医療機関[4]
- 指定自立支援医療機関（更生医療）[4]
- 無料低額診療事業実施医療機関[4]

## 差額ベッド代について
病院の理念により、差額ベッド料（個室料）を徴収していない。

## 院内設備

### 病児・病後児保育室キッズケアルーム☆げんきっこ。
院内で病児保育を行っている。(対象：奄美市に住所を有する６ヶ月児～小学校３年生までの児童　定員：3人)